# Montandionola moraguesi
Montandionola moraguesi är en insektsart som först beskrevs av Puton 1896.  Montandionola moraguesi ingår i släktet Montandionola och familjen näbbskinnbaggar. Inga underarter finns listade i Catalogue of Life.